# 高橋真琴
高橋真琴（日语：／ Takahashi Makoto，1934年8月27日—2024年11月17日）是日本畫家、插畫家和漫畫家，以對少女漫画美學風格的深遠影響而聞名。

## 經歷
高橋於1934年出生於大阪市住吉區，是家中的長子。在高中時，他因喜愛傳統日本畫與西洋畫而猶豫，最終受到少女雜誌《向日葵》中刊登的中原淳一、蕗谷虹兒畫作影響，而對抒情畫產生興趣。1953年，他開始在出租書籍市場創作插圖，並自1956年以漫畫《巴黎－東京》開始少女漫畫創作。此外，他也為《影》雜誌創作了以福爾摩斯故事為基礎的剧画。
1958年，高橋以漫畫《超越風暴》（あらしをこえて）確立其融合敘情畫與漫畫的藝術風格，其作畫的標誌性風格包括細瘦的角色身材、閃耀的大眼睛、強烈情感的背景，以及非敘事性的圖像排列。這些視覺元素成為少女漫畫的經典表現形式，從而影響後續領域的定型。他也透過漫畫《被詛咒的柯佩莉亞》推動了芭蕾主題在少女漫畫中的流行。
1960年代，高橋退出了少女漫畫的創作，轉而專注於插畫、專輯封面和文具設計。到1990年代，他的作品開始受到以哥德蘿莉塔為主的次文化群體關注。從1992年起，他每年在自宅舉辦藝術展，並以積極的反響而定期在東京和關西地區發布新作。2018年4月1日，他被任命為佐倉市的「佐倉親善大使」。並在同年參與了時裝屋Comme des Garçons的服裝設計。
2020年代，高橋繼續創作融合各國文化元素的繪畫作品。2024年，在90歲生日之際，高橋於同年3月至11月在東京和兵庫縣等地舉辦紀念展。
2024年11月17日，高橋因食道胃接合部癌過世，享嵩壽90歲。葬禮於同月25日舉行。

## 書籍
- 《憧憬》（『あこがれ』），成美堂出版，1995年，ISBN 978-4-8751-9405-7
- 《憧憬 高橋真琴畫集》（『あこがれ 高橋真琴畫集』），復刊.com，2016年，ISBN 978-4-8354-4265-5 - 收錄漫畫《小拉》（「プチ・ラ」）
- 《少女浪漫 高橋真琴的世界》（『少女ロマンス 高橋真琴の世界』），PARCO出版，1999年，ISBN 978-4-8919-4599-2
- 《森林中的朋友》（『もりのおともだち』），小學館，2000年，ISBN 978-4-0975-8117-8
- 《MACOTO的公主》（『MACOTOのおひめさま』），PARCO出版，2001年，ISBN 978-4-8919-4624-1
- 《夢少女》（『ゆめ少女』），小學館，2001年，ISBN 978-4-0968-1412-3
- 《愛的禮物》（『愛のおくりもの』），美術出版社，2003年，ISBN 978-4-5681-0349-6
- 繪本系列：《公主繪本》（‘おひめさま えほん’），布克出版[15]
  - 《灰姑娘》（‘シンデレラ’），2003年12月6日，ISBN 978-4-8354-4076-7
  - 《白雪公主》（『しらゆきひめ』），2003年12月6日，ISBN 978-4-8354-4077-4
  - 《拇指姑娘》（『おやゆびひめ』），2003年12月6日，ISBN 978-4-8354-4078-1
  - 《人魚公主》（『にんぎょひめ』），2003年12月11日，ISBN 978-4-8354-4079-8
  - 《睡美人》（‘ねむりひめ’），2003年12月11日，ISBN 978-4-8354-4080-4
- 《鱗公主》（‘うろこひめ’），主婦與生活社，2004年，繪：高橋真琴，文：嶽本野ばら，ISBN 978-4-3911-3030-0
- 《西方公主 : 高橋真琴の夢幻少女著色繪本》（『高橋真琴の少女ぬりえ 世界のおひめさま’），講談社，2006年，ISBN 978-4-0621-3676-1
- 《東方公主 : 高橋真琴の夢幻少女著色繪本》（『高橋真琴の少女ぬりえ 日本のおひめさま’），講談社，2006年，ISBN 978-4-0621-3677-8
- 《巴黎～東京／櫻花大道 完全復刻版》（‘パリ〜東京／さくら並木 完全復刻版’），小學館，2006年，ISBN 978-4-7780-3023-0
- 《高橋真琴的漫畫安徒生 人魚公主·賣火柴的小女孩·野天鵝》（『高橋真琴のまんがアンデルセン　人魚姫・マッチチヂ　人魚姫・マッチヂヂ　人魚姫・マッチチヂヂヂヂヂ978-4-8354-4536-6
- 《MACOTOPIA 高橋真琴喜壽紀念畫集》（‘MACOTOPIA　高橋真琴 喜壽記念畫集’），復刊.com，2011年，ISBN 978-4-8354-4759-9

學研公主系列繪本：
- 《佩羅與格林的公主 灰姑娘》（‘ペローとグリムのおひめさま シンデレラ’），2011年，繪：高橋真，
- 《人魚公主 安徒生的公主》（‘にんぎょひめ―アンデルセンのおひめさま’），2012年，繪：高橋真，5075-38785-38785-385-385-3074-3875-3872014-387203870300009137030000937子。
- 《日本與中國的公主 輝夜姬》（『日本と中國のおひめさま かぐやひめ’），2013年，繪：高橋真琴，文：八百板洋子，ISBN 978-4-0520-3843-3

### 其他作品
- 《夢想中的女孩》（『夢見る少女たち』），PIE International，2013年，ISBN 978-4-7562-4380-5
- 《最經典的劇畫寶塚》（‘ベストオブ劇畫タカラヅカ’），復刊.com，2014年，ISBN 978-4-8354-5070-4
- 《真琴的美學》（『真琴の美學』），再刊.com，2015年，ISBN 978-4-8354-5196-1
- 《高橋真琴塗色書 少女與美麗的風景》（『高橋真琴 ぬりえブック 少女と美しい風景’），玄光社，2016年，ISBN 978-4-7683-0730-4
- 《浪漫少女風格》（‘ロマンティック乙女スタイル’），PIE International，2017年，ISBN 978-4-7562-4964-7
- 《高橋真琴的寶石箱》（『高橋真琴の寶石箱』），講談社，2021年，ISBN 978-4-0651-9116-3
- 《高橋真琴的公主與女主角們》（『高橋真琴のお姫さまとヒロインたち Etoile』），PIE International，2022年，ISBN 978-4-7562-5601-0[16]

### 書目
- 藤本由香里（日语：藤本由香里）. 由瑞秋·索恩（英语：Rachel Thorn）翻译. . Mechademia. 2012, 7 (1): 24–55. ISBN 978-0-8166-8049-8. doi:10.5749/minnesota/9780816680498.003.0002.
- Monden, Masafumi. . Fashion Theory（英语：Fashion Theory）. June 2014, 18 (3): 251–295. S2CID 191664287. doi:10.2752/175174114X13938552557808.
- Shamoon, Deborah Michelle. . . Honolulu: University of Hawaiʻi Press. 2012. ISBN 978-0-82483-542-2.

## 外部連結
- 高橋真琴官方網站 （页面存档备份，存于）
- 高橋真琴商品官方網站 （页面存档备份，存于）
- 【公式】高橋真琴の広場的X（前Twitter）
- 真琴画廊(高橋真琴)【非公式】的Instagram帳戶
- YouTube上的高橋真琴の世界　－佐倉フラワーフェスタの作品ができるまで－（2019/3/4）佐倉市